# بيرسي ثورنتون

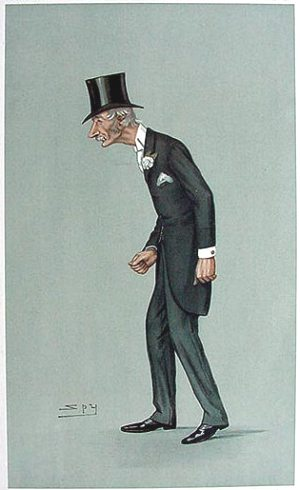
كاريكاتير تجسس لمجلة فانيتي فير

بيرسي ميلفيل ثورنتون (29 ديسمبر 1841 - 8 يناير 1918)كان سياسيًا ومؤلفًا من حزب المحافظين البريطاني.
ثورنتون هو الابن الأكبر و اقدم الناجين للأدميرال صموئيل ثورنتون (1797-1859) وزوجته إميلي إليزابيث ني رايس. كان جده النائب صموئيل ثورنتون المناصر لعقوبة الإعدام وكان عمه هنري ثورنتون ، مؤسس طائفة كلافام . 
التحق ثورنتون بمدرسة هارو و كلية يسوع في كامبريدج .  أدى اهتمامه بألعاب القوى إلى توليه منصب سكرتير لنادي ألعاب القوى بجامعة كامبريدج في عام 1863. كان أيضًا لاعب كريكيت ماهر ، مستوحى من ابن عمه تشارلز إنجليس ثورنتون . من 1871 إلى 1899 ، شغل منصب الامين الفخري لنادي الكريكيت بمقاطعة ميدلسيكس . 
في عام 1877 ، تزوج ثورنتون من ابنة عمه الثانية فلورنس إميلي ثورنتون ، ابنة المصرفي هنري سايكس ثورنتون . في عام 1880 ، أقام في منزل العائلة في كلافام . 
رفض ثورنتون التزام عائلته بالسياسة الليبرالية وأصبح مؤيدًا لحزب المحافظين. في عام 1880 ، بدأ مهنته في الكتابة مع كتيب بعنوان "خيوط استرداد السياسة الخارجية لانجلترا ، والذي ناصر سياسات المحافظين. تبع ثورنتون ذلك وزراء خارجية القرن التاسع عشر في ثلاثة مجلدات (1891) ، ومدرسة هارو ومحيطها (1883) ، وصعود برونزويك (1887) ، و اسرة ستيوارت (1890). 
في الانتخابات العامة لعام 1892 ، انتخب ثورنتون نائبا عن كلافام . دافع عن المنصب ثلاث مرات قبل تقاعده من البرلمان عام 1910. و بعد تقاعده من العمل السياسي ، انتخب لمنصب مسجل الصندوق الملكي الأدبي ، وكتب سيرته الذاتية ،بعنوان بعض الأشياء التي تذكرتها في عام 1911. 

## روابط خارجية
- Hansard 1803–2005: contributions in Parliament by Percy Thornton